# Hlai (volk)
De Hlai (Chinees: 黎; pinyin: Li) zijn een officiële Chinese minderheidsgroep. 
De meerderheid van de Hlai leven aan de zuidkust van Volksrepubliek China op Hainan, waar ze de grootste etnische minderheidsgroep vormen (15,5% van de bevolking).

## Geschiedenis
Onder de Sui-dynastie waren ze bekend onder de naam Liliao en vaak noemen ze zichzelf Hlai of Sai. 
De Hlai wordt door de overheid van Volksrepubliek China zeer gerespecteerd vanwege hun grote inzet in de Chinese Burgeroorlog, toen ze aan de zijde van de communisten stonden. 

## Taal
De Hlai hebben hun eigen talen, de Hlaitalen, die onderdeel zijn van de Tai-Kadai-taalfamilie. De Hlaitalen hadden geen schrift tot de jaren 50 toen voor het Latijnse schrift werd gekozen. De Hlai kunnen Hainanhua en Standaardmandarijn verstaan en soms ook spreken. Kantonese dialecten worden door de Hlai in de provincies Guangdong en Guangxi gebruikt.
Achang · Akha · Bai · Baima · Blang (Bulong) · Bonan · Buyi · Dai · Daur · De'ang · Dong · Dongxiang · Drung · Evenken · Gaoshan (Taiwanese aboriginals) · Gelao · Gin (Vietnamezen) · Han · Hani · Hlai (Li) · Hui · Jingpo · Jino · Kazachen · Kirgiezen · Koreanen · Lahu · Lhoba · Lisu · Mantsjoes · Maonan · Miao (Hmong) · Mongolen · Monpa (Menba) · Mulam (Mulao) · Nanai (Hezhe) · Naxi · Nu · Oeigoeren · Oezbeken · Oroqen · Pumi · Qiang · Russen · Salar · She · Sui · Tadzjieken · Tataren · Tibetanen (Zang) · Tu · Tujia · Wa (Va) · Yao · Yi · Yugur · Xibe · Zhuang